# Богович, Миле
Миле Богович (хорв. Mile Bogović, 7 августа 1939, д. Церовац около Слуня — 19 декабря 2020) — хорватский епископ, возглавлявший епархию Госпич-Сень с 2000 по 2016 год. Профессор церковной истории.

## Биография
Родился 7 августа 1939 года. Начальное образование получил в Слуне, затем окончил гимназию в Пазине. Поступил в Высшую теологическую школу в Пазине, окончил её в Загребе.
5 июля 1964 года рукоположен в священники. После рукоположения служил капелланом в Сене и настоятелем в деревне Криви-Пут. С 1966 по 1971 год обучался в Папском Григорианском университете в Риме, где получил докторскую степень по истории церкви. С 1977 года — доцент кафедры истории Церкви теологического факультета Загребского университета.
4 июня 1999 года папа римский Иоанн Павел II назначил Миле Боговича вспомогательным епископом Архиепархии Риеки. Богович стал титулярным епископом с титулом епископа Таматы. 29 июня 1999 года рукоположен в епископы, главным консекратором был архиепископ Антон Тамарут.
25 мая 2000 года Святой Престол объявил о создании новой епархии Госпич-Сень. Епископ Богович был назначен её главой. 4 апреля 2016 года объявил о своей отставке, его преемником стал епископ Зденко Крижич.
Опубликовал пять книг и 80 научных статей.
Входил в состав Конференции католических епископов Хорватии, где возглавлял Совет по делам институтов посвященной жизни и обществ апостольской жизни. Также входил в состав комиссии по диалогу с Сербской православной церковью, комиссии по отношениям с государством и комиссии по деятельности Caritas.